# WinAce
WinAce é um programa para Windows para compactar e descompactar arquivos, com o seu próprio formato de compressão de arquivos (ACE). Tem suporte para outros formatos tais como ZIP, RAR e MS-CAB. Oferecem igualmente uma versão freeware de descompressão em linha de comando chamada Unace para Mac OS X e Linux.
WinAce teve o seu pico de fama por volta do ano 2000, mas desde então perdeu popularidade para o WinRAR e para a funcionalidade Zip embutida nos sistemas Windows mais recentes.
A partir da versão 2.65, WinAce vem com o programa WhenU.